# Азоксимера бромид
Азоксимера бромид (торговая марка — «Полиоксидоний») — российское лекарственное средство с недоказанной эффективностью.
Эффективность полиоксидония не подтверждена независимыми клиническими исследованиями, соответствующими современным стандартам доказательной медицины: отсутствуют двойные слепые рандомизированные и плацебоконтролируемые исследования с достаточным количеством участников и публикации результатов в научных журналах с высоким импакт-фактором. 
Препарата нет в рекомендациях Всемирной организации здравоохранения для лечения каких-либо заболеваний.
Он не одобрен FDA или Европейским агентством лекарственных средств.
Согласно сведениям из американской фармацевтической энциклопедии Drugs.Com, азоксимера бромид используется в России, Грузии и в Словакии.
По мнению Карена Шаиняна, популярность полиоксидония в пределах бывшего Советского Союза при отсутствии доказательств эффективности препарата обусловлена существованием у него авторитетного покровителя. Есть исследования с противоположными[уточнить] выводами.

## Позиционирование производителем
Производитель позиционирует препарат как адъювант, водорастворимый катионный полимер.
Представляет собой сополимер N-оксида 1,4-этиленпиперазина и (N-карбоксиэтил)-1,4-этиленпиперазиния бромида.
По заявлению производителя, полиоксидоний обладает иммуностимулирующим, дезинтоксикационным, антиоксидантным, а также умеренным противовоспалительным действием.
Азоксимера бромид входит в перечень ЖНВЛП Минздрава РФ. Используется в составе противогриппозной вакцины «Гриппол» (Гриппол Плюс, Гриппол Квадривалент), распространение которой в свою очередь, подвергается критике из-за низкого содержания антигенов (в 3 раза меньше чем в рекомендациях ВОЗ) и добавления в её состав полиоксидония.

## История
Полиоксидоний разработала группа учёных Института иммунологии Минздрава СССР. В составе разработчиков (и в дальнейшем владельцев патента № 96/302/9, ФС 42-3906-00) Р. В. Петров (тогдашний директор института), P. M. Хаитов (директор института в 1988−2014), А. В. Некрасов, Р. И. Аттаулаханов, Н. Г. Пучкова, А. С. Иванова.
По мнению медицинского журналиста Карена Шаиняна, препарат «был разработан, проверен на эффективность, выпущен на рынок и активно рекламировался на разных конференциях одними и теми же людьми». А по словам бывшего сотрудника Института иммунологии Олега Васильева, его сослуживцы, пытавшиеся подвергнуть сомнению эффективность полиоксидония, поплатились за это научной карьерой.

## Физические свойства
Вещество в форме порошка имеет желтоватый цвет, растворим в воде, гигроскопичен. Молекулярная масса — 60—100 кДа. Вкуса и запаха не имеет.

## Фармакологические свойства

### Фармакокинетика
Согласно инструкции, препарат достигает максимальной концентрации в крови через 40 минут после внутримышечного введения. Период полувыведения — 36−65 часов в зависимости от возраста. Кумулятивный эффект отсутствует. При парентеральном введении биодоступность препарата — более 90 %. Он распределяется по всем органам и тканям организма, проникает через гематоофтальмический барьер. Препарат выводится преимущественно почками, около 3 % — кишечником.

### Фармакодинамика
Азоксимера бромид преимущественно связывается с моноцитами и нейтрофилами, в меньшей степени — с В- и Т-лимфоцитами. Это приводит к производству внутри клетки перекиси водорода, а она, в свою очередь, активирует фактор NF-kB, регулирующий синтез цитокинов, ответственных за выживаемость клеток.

### Механизм действия
По сообщениям сотрудников Института иммунологии полиоксидоний способен «стимулировать антиинфекционную резистентность организма» и, вероятно, «существенно повышать функциональную активность клеток фагоцитарной системы», он «обладает способностью активировать кислородонезависимые механизмы бактерицидности лейкоцитов». В их экспериментах полиоксидоний в дозе 500 мкг/мл значимо повышал количество перекиси водорода в лейкоцитах и ускорял гибель бактерий в этих клетках.

## Эффективность и безопасность
Проведённых исследований недостаточно, чтобы однозначно утверждать об эффективности полиоксидония как самостоятельного препарата с позиции доказательной медицины. Эффективность полиоксидония также трудно подтвердить из-за того, что его чаще всего применяют в комплексе с другими препаратами.
Азоксимера бромид, используемый как адъювант в вакцине, имеет низкую реактогенность (не вызывает какие-либо серьёзные побочные эффекты) у беременных во втором триместре, что продемонстрировано в клиническом исследовании.

## Исследования
Азоксимера бромид как адъювант и препарат исследовался более 60 раз.

### Адъювант в вакцинах
Нидерландская консалтинговая биотехнологическая компания Fluconsult провела систематический обзор исследований вакцины против гриппа, содержащей сниженное количество гемагглютинина вируса гриппа (5 мкг на штамм против обычных 15 мкг) и полиоксидоний как адъювант. В обзор включены 30 исследований с 1993 по 2016 год с общим числом 11 459 вакцинированных людей возрастом от 6 месяцев до 99 лет, здоровых людей и пациентов с хроническими заболеваниями. Разброс числа участников исследований от 40 до 3500 человек, медианное значение — 160. Из 30 исследований 22 были рандомизированными, 7 — рандомизированными плацебоконтролируемыми. Эффективность вакцины оценивалась в 15 исследованиях, безопасность — в 29. Автор обзора пришёл к выводу, что полиоксидоний не повышает реактогенность вакцины против гриппа и позволяет втрое снизить дозу вирусного гемагглютинина при сохранении сопоставимой с вакцинами без адъюванта эффективности.

## Применение
Производитель заявляет, что полиоксидоний в форме таблеток назначается при лечении и профилактике острых и хронических респираторных заболеваний в стадии обострения и ремиссии у взрослых и детей от 3 лет (маленьким детям любой препарат в форме таблеток противопоказан). Полиоксидоний может быть использован как в составе комплексной терапии, так и в виде монотерапии. В первом случае таблетки рекомендуют при обострениях хронических рецидивирующих инфекционно-воспалительных заболеваний ротоглотки, околоносовых пазух, верхних и нижних отделов дыхательных путей, внутреннего и среднего уха; при аллергические заболеваниях, осложнённых рецидивирующей бактериальной, грибковой и вирусной инфекцией (в том числе поллиноз, бронхиальная астма). В качестве самостоятельного препарата делается упор на профилактику следующих болезней: рецидивирующей герпетической инфекции назальной и лабиальной области; обострений хронических очагов инфекций ротоглотки, околоносовых пазух, верхних дыхательных путей, внутреннего и среднего уха; вторичных иммунодефицитов, возникающих вследствие старения или воздействия неблагоприятных факторов.

### Применение во время беременности
Азоксимера бромид, используемый как адъювант в вакцине, исследовался на беременных во втором триместре и показал низкую реактогенность, то есть не вызвал каких-либо серьёзных побочных эффектов, например, повышения температуры тела или аллергических реакций, и потому разрешён к использованию. При этом использование полиоксидония в качестве самостоятельного препарата в этой сфере пока недостаточно изучено, поэтому препарат не разрешён беременным.

## Документы
- Носырева, М. П. Инструкция по медицинскому применению лекарственного препарата Полиоксидоний® (Polioxidonium®) : ЛП-005312-300119 / ООО «НПО Петровакс Фарм». — Министерство здравоохранения Российской Федерации, 2019. — 30 января. — 13 с.
- Реестровая запись ФС-000079. Полиоксидоний®. Государственный реестр лекарственных средств. Минздрав РФ (21 февраля 2011).
- Регистрационное удостоверение ЛП-005312. Полиоксидоний®. Государственный реестр лекарственных средств. Минздрав РФ (30 января 2019).
- Регистрационное удостоверение ЛП-004951. Гриппол® Квадривалент Вакцина гриппозная четырехвалентная инактивированная субъединичная адъювантная. Государственный реестр лекарственных средств. Минздрав РФ (23 июля 2018).